# Anna Renzi
Anna Renzi (n.c. 1620 - f. después de 1660) fue una cantante italiana de ópera, líder durante la segunda mitad del siglo XVII. Conocida por su capacidad de actuar, así como por su voz y descrita como la primera prima donna, cantó en Roma y Venecia donde apareció en el papel de Ottavia en el estreno de La coronación de Popea de Monteverdi.
El crítico musical Alex Ross menciona:

El poeta Giulio Strozzi la aclamò como cantante de la "inteligencia admirable y singular", cuya entrega parecía "no memorizado pero nacida en el mismo momento", incluso después de haber dado un papel particular veintiséis veces. Renzi dijo poco, viendo los que la rodeaban y adoptaban sus gestos, como la ocasión lo demandaba. En el escenario, desapareció en sus personajes, dando rienda suelta en la alta comedia y la tragedia de una noche de alta la siguiente.